# Cymothoe ochreata
Cymothoe ochreata là một loài bướm ngày thuộc họ Bướm giáp. Loài này có ở phía đông Cộng hoà Dân chủ Congo và phía tây Uganda.